# Shannon River
Shannon River är ett vattendrag i Australien. Det ligger i delstaten Western Australia, omkring 330 kilometer söder om delstatshuvudstaden Perth.
Trakten runt Shannon River är nära nog obefolkad, med mindre än två invånare per kvadratkilometer. Genomsnittlig årsnederbörd är 1 208 millimeter. Den regnigaste månaden är maj, med i genomsnitt 210 mm nederbörd, och den torraste är februari, med 16 mm nederbörd.